# 梁乃津
梁乃津（1915年—1998年），男，广东南海人，中国中医学家，曾任广东省中医院院长，第六、七届全国政协委员。